# Camponotus staryi
Camponotus staryi é uma espécie de inseto do gênero Camponotus, pertencente à família Formicidae.